# Valle del Piomba
La valle del Piomba è una valle situata a meridione della provincia di Teramo che segna il confine tra le provincie di Teramo e Pescara; confina con i bacini idrografici del fiume Fino del fiume Saline e del fiume Vomano.  Ha una lunghezza di 40 km e si presenta come un importante corridoio ecologico che dal mare Adriatico risale verso l'interno. 

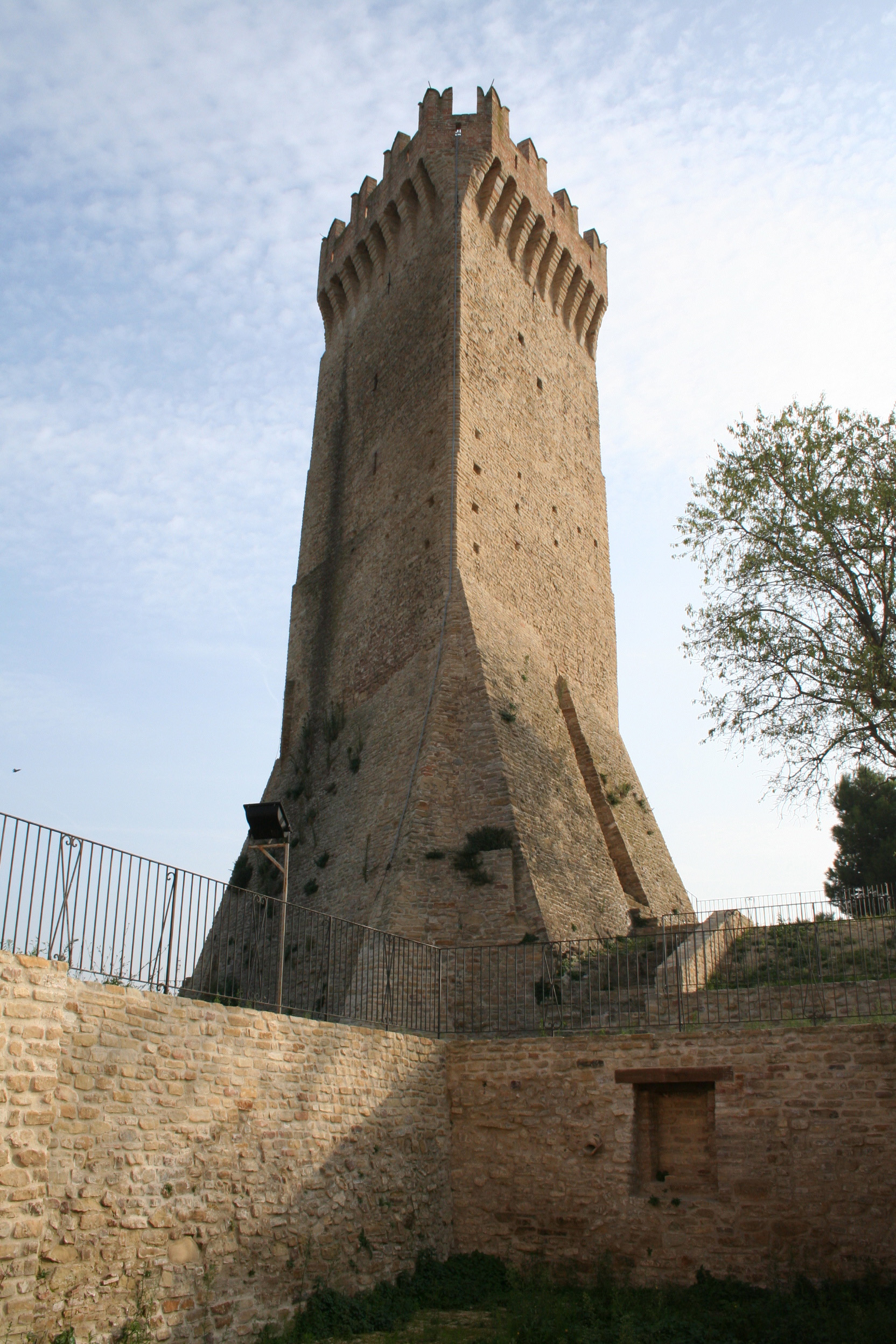
Torre di Montegualtieri

La valle del Piomba è un territorio dove l'impatto industriale, a differenza delle altre valli, è poco significativo: infatti gli unici centri industriali della valle sono situati nella contrada Piomba Alta di Silvi e nella località di Villa Bozza, il centro abitato più popolato della valle, mentre il settore più diffuso in questo comprensorio è quello agricolo-zootecnico, che influenza anche la portata del fiume Piomba.
La valle ha una ricca storia che risale all'era romana, quando era un importante centro per la produzione di olio d'oliva e vino.

## Comuni della valle
- Bisenti
- Penna Sant'Andrea
- Cermignano
- Cellino Attanasio
- Montefino
- Atri
- Castilenti
- Elice
- Città Sant'Angelo
- Silvi

## Centri abitati
- Manzitti (Atri)
- Personato (Atri)
- Villa Bozza (Montefino)
- Piomba Alta (Silvi)

## Monumenti e luoghi d'interesse

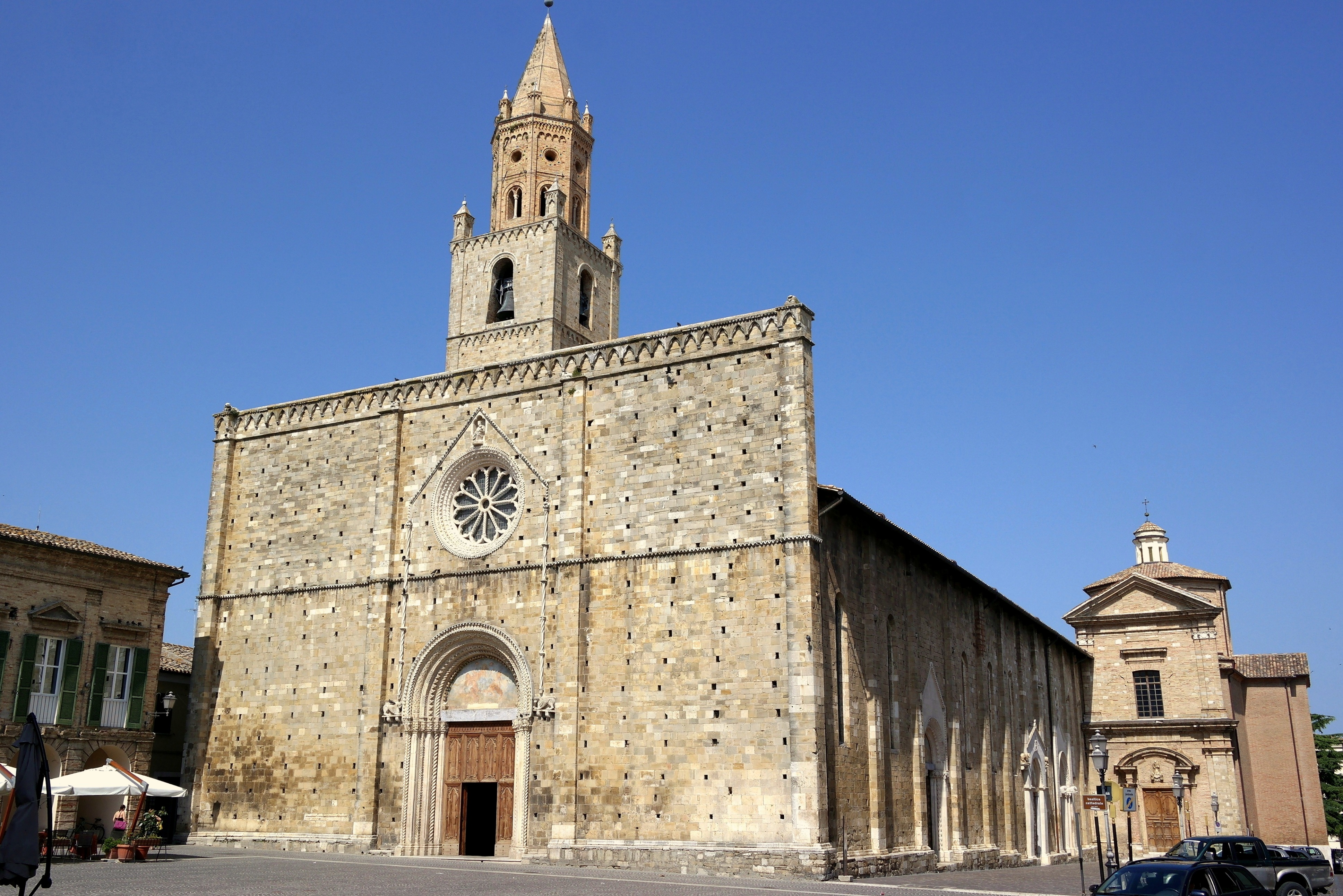
Cattedrale di Santa Maria Assunta di Atri

- Borgo medievale di Città Sant'Angelo
- Collegiata di San Michele Arcangelo (Città Sant'Angelo)
- Complesso di San Francesco (Città Sant'Angelo)
- Borgo di Castilenti
- Castello medievale di Elice
- Borgo di Cermignano
- Borgo fortificato di Montegualtieri con Torre De Sterlich
- Silvi Alta: centro storico
- Antico porto di Atri
- Centro storico di Atri
- Duomo di Atri
- Porta San Domenico di Atri
- Palazzo Ducale di Atri
- Museo capitolare di Atri
- Teatro romano di Atri
- Chiesa di San Francesco
- Borgo di Controguerra
- Chiesa di Santa Maria la Nova (Cermignano)
- Mura di cinta con torre di Cellino Attanasio